# Olivier Derivière
Olivier Derivière est un compositeur et musicien français né le 26 décembre 1978 à Nice[réf. nécessaire]. Il est connu pour son travail sur des bandes originales de jeux vidéo à partir des années 2000, réalisant notamment la musique des jeux A Plague Tale: Innocence (2019), Streets of Rage 4 (2020), Dying Light 2: Stay Human (2022) et A Plague Tale: Requiem (2022).

## Biographie
Olivier Derivière commence son apprentissage musical à l'âge de cinq ans, au conservatoire de Cagnes-sur-Mer ainsi qu'à celui de Nice. Après l'obtention d'un baccalauréat scientifique et avoir été un temps à l'IUT informatique de Nice, il réoriente définitivement ses études en musicologie.
Grâce à sa sœur Marion Derivière, qui donne alors des cours de français aux États-Unis, Olivier Derivière obtient une bourse pour étudier au Berklee College of Music à Boston. À Boston, il croise notamment le compositeur de films John Williams, qui lui propose de le rejoindre à Los Angeles, mais le projet tourne court après les attentats du 11 septembre 2001.
De retour à Paris, il se voit confier en 2004 un premier projet de jeu vidéo, Obscure, sur lequel il fait appel au chœur d’enfants de l’Opéra de Paris. Par la suite, il travaille à plusieurs reprises avec des orchestres, notamment l'Orchestre symphonique de Boston, l’Orchestre Philharmonia de Londres, l'Orchestre contemporain de Londres (en), et l’ensemble intercontemporain de Paris.
Dans les années 2010 et 2020, il gagne en notoriété, signant notamment les partitions de jeux comme Vampyr (2018), A Plague Tale: Innocence (2019), Streets of Rage 4 (2020) ou Dying Light 2: Stay Human (2022). Son travail au sein de l'équipe de Get Even (2017) lui vaut par ailleurs une nomination au BAFTA Game Award de la meilleure musique de jeu vidéo.

## Compositions

### Jeux vidéo
- Obscure (2004)
- Cap sur l'Île au trésor (2006)
- Le Monde des Ronrons (2006)[6]
- Obscure 2 (2007)
- Alone in the Dark (2008)
- Raiponce (en) (2010)
- Of Orcs and Men (2011)
- Remember Me (2013)
- Assassin's Creed IV Black Flag - Le prix de la Liberté (2014)
- Bound by Flame (2014)
- Harold (2015)
- Supernova (2015)
- The Technomancer (2016)
- Get Even (2017)
- The Council (2018)
- Vampyr (2018)
- 11-11 Memories Retold (2018)
- A Plague Tale: Innocence (2019)
- GreedFall (2019)
- Streets of Rage 4 (avec d'autres compositeurs) (2020)
- Dying Light 2: Stay Human (2022)
- Vampire: The Masquerade – Swansong (2022)
- A Plague Tale: Requiem (2022)
- Park Beyond (2023)
- South of Midnight (2025)
- Dying Light: The Beast (NC)

### Cinéma
- 2023 : Gueules noires de Mathieu Turi

### Télévision
- Star Wars: Visions

### Album studio
- Harry's Day (1999)

## Distinctions

### Récompenses
- 2013 : International Film Music Critics Association Award de meilleure musique de jeu vidéo ou de média interactif pour Remember Me
- 2021 : Pégase du meilleur univers sonore pour Streets of Rage 4[7]

### Nominations
- 2017 : BAFTA Game Award de la meilleure musique pour Get Even[8]
- 2017 : International Film Music Critics Association Award de meilleure musique de jeu vidéo ou de média interactif pour Get Even[9]
- 2018 : International Film Music Critics Association Award de meilleure musique de jeu vidéo ou de média interactif pour 11-11 Memories Retold[10]
- 2019 : International Film Music Critics Association Award de meilleure musique de jeu vidéo ou de média interactif pour A Plague Tale: Innocence[11]
- 2022 : Game Award de la meilleure musique pour A Plague Tale: Requiem[12]
- 2023 : DICE Award de la meilleure musique pour A Plague Tale: Requiem[13]